# Pinehouse Lake
Der Pinehouse Lake ist ein See in der kanadischen Provinz Saskatchewan.

## Lage
Der 384 m hoch gelegene See befindet sich zentral in Saskatchewan, knapp 250 km nordnordwestlich von Prince Albert. Die Wasserfläche beträgt 373 km², die Gesamtfläche einschließlich Inseln 404 km². Der nördliche Teil des Sees wird vom Churchill River in östlicher Richtung durchflossen. Oberstrom und 60 km westlich liegt der Lac Île-à-la-Crosse, unmittelbar abstrom der Sandfly Lake. 80 km östlich des Pinehouse Lake liegt der Lac la Ronge. Am Westufer des Sees befindet sich die Siedlung Pinehouse. Diese ist über den Saskatchewan Highway 914 erreichbar.